# Hojovice
Hojovice település Csehországban, a Pelhřimovi járásban. Hojovice Vlčeves, Psárov, Mlýny, Mnich, Bořetín és Černovice településekkel határos. Lakosainak száma 85 fő (2024. január 1.).

## Népesség
A település lakosságának változását az alábbi diagram mutatja:
| Lakosok száma | 525  | 484  | 403  | 277  | 141  | 87   | 74   | 75   | 76   | 85   |
|               | 1869 | 1890 | 1921 | 1950 | 1980 | 2001 | 2017 | 2019 | 2022 | 2024 |